# Ligne du Nord (Norvège)

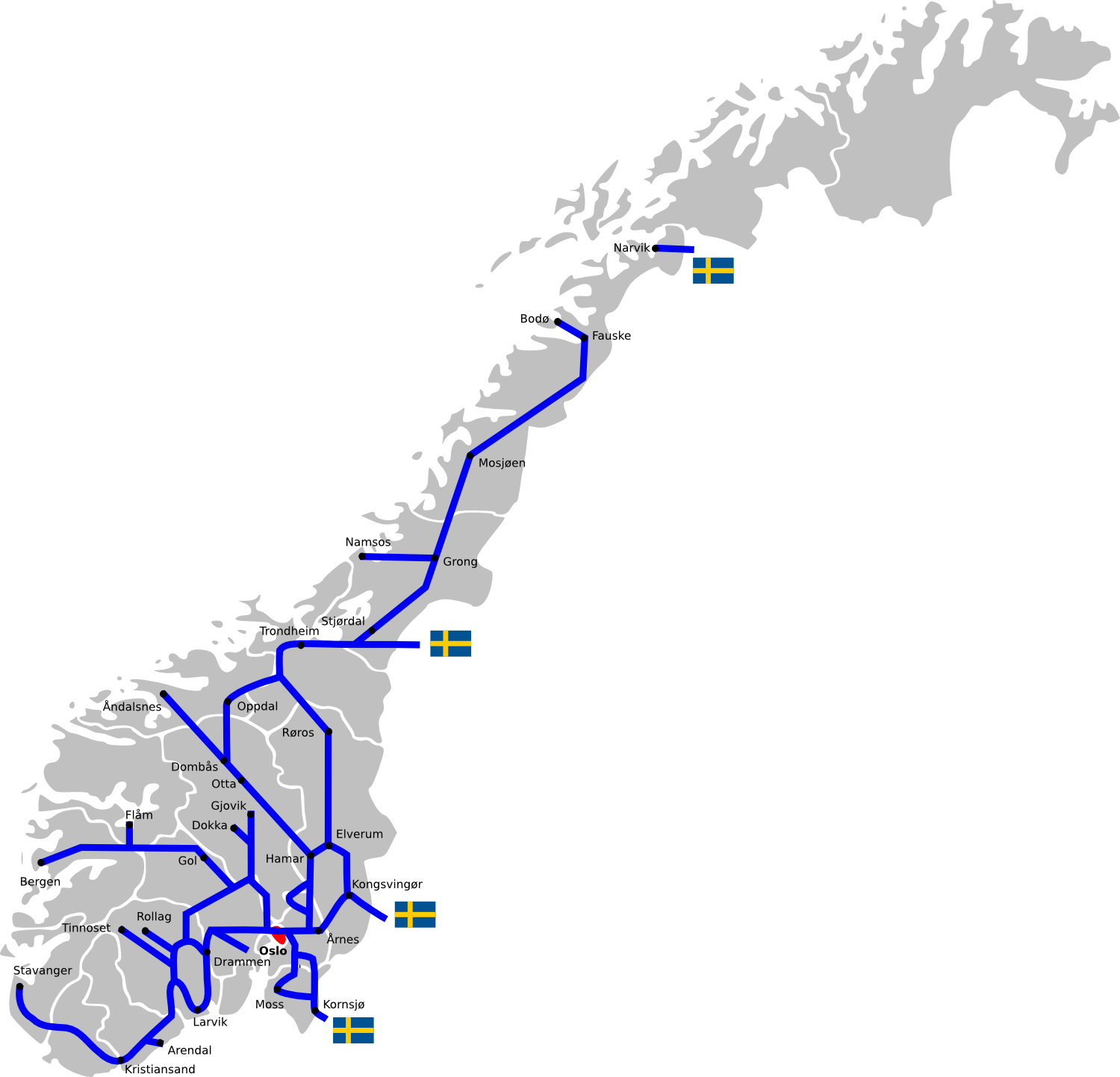
Structure du réseau en 2022, où l'absence de desserte sur la moitié nord est bien visible.

La Ligne du Nord est un projet de ligne ferroviaire visant l'extension du réseau ferré au-delà de Fauske, jusqu'à Narvik, voire Tromsø plus au nord, à plus long terme, selon l'évolution du réseau ferroviaire des pays frontaliers.

## Enjeux

Synthèse de l'existant et des projets dont les discussions sont en cours au niveau régional.

Les questions d'interconnexion et d'extensions vues du côté finlandais.

Les infrastructures ferroviaires du côté russe.

La problématique du côté Norvégien vient du fait que la ville de Narvik ne peut être joignable par les infrastructures ferroviaires nationales. Mais celle-ci demeure accessible depuis la Suède. En effet, il s'agissait d'une ligne destinée à l'exportation des ressources minières par le port de Narvik, quand la Suède et la Norvège ne formaient qu'un seul état.
Globalement, le réseau ferré Norvégien ne dessert pas la moitié nord de son territoire qui est peu peuplé, à l'exception notable de Tromsø. Il s'agit en effet de la 7e ville du pays, mais de la troisième plus grande ville européenne non desservie par le train.
A une échelle plus grande, on retrouve des questionnements sur l'extension du rail plus au Nord en Finlande, au-delà de Rovaniemi, et en Russie, que ce soit pour l'extraction de matières premières, ou pour anticiper l'ouverture de la voie maritime du Nord.
Si à l'échelle Norvégienne, l'extension de la ligne jusqu'à Kirkenes et ses 4000 habitants semble fantaisiste d'un point de vue de la rentabilité, des synergies régionales semblent envisageables. L'extension du réseau finlandais jusqu'à Inari gagnerait à être prolongé jusqu'à Kirkenes pour s'ouvrir au réseau Norvégien. De la même façon, la Finlande s'interroge sur l'extension de son embranchement desservant Kolari. Aller jusqu'à Tromsø offrirait une rentabilité qui est impossible dans le cadre d'une extension s'arrêtant à la frontière car traversant des territoires inhabités.
Enfin, Mourmansk en Russie n'est qu'à 150 km de Kirkenes. Le Chemin de fer Kola-Nikel construit durant l'époque soviétique dessert les villes de Nikel 11 000 habitants et Pechenga 3 000 habitants, à la frontière des deux pays. Ainsi, Kirkenes est distante à vol d'oiseau de moins de 40 km d'une ligne ferroviaire.
Parallèlement, une ligne de chemin de fer permettrait de limiter les trajets en avion dans le cadre de la lutte contre le réchauffement climatique, ce qui trouve un écho favorable dans les populations scandinaves, en témoigne le phénomène flygskam apparu en Suède. Ce report modal se ferait également pour le fret, assuré par des camions et/ou des bateaux.

## Historique

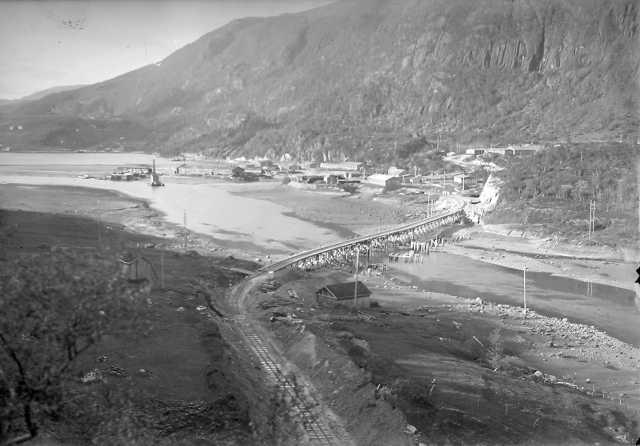
Construction de la ligne polaire par des prisonniers au niveau de Sørfold.

L'idée de pousser le rail plus au nord remonte au début du XXe siècle.
Les avancées les plus concrètes furent effectuées par les forces armées allemandes qui ont entamé la construction de la ligne polaire entre Fauske et Narvik, la section de Drag à Narvik se faisant en ferry. Certains tunnels ont été achevés sur le tronçon, long de 130 km, et plusieurs d'entre eux ont été convertis en tunnels routiers (notamment sur la E6) après la guerre, tandis que d'autres ont été laissés en l'état. Tous les travaux sur le chemin de fer ont été arrêtés à la fin de la guerre en 1945.
Malgré différentes discussions et études, sa réalisation est restée un serpent de mer qui refait régulièrement surface. Ainsi, les dernières mise à jour concernant ce sujet remontent à 2021.

## Aspects financiers
Les contraintes topographiques d'un tel chantier se répercutent sur le budget nécessaire à sa réalisation. Le principal problème reste alors la question de son financement et de sa rentabilité dans un pays peuplé de 5 millions d'habitants, principalement concentrés sur la moitié sud du territoire.

## Aspects techniques
La géographie de la Norvège est extrêmement contraignante concernant le tracé d'infrastructures de transport, d'autant plus lorsqu'il s'agit de rail. En effet, le rail exige de courbes beaucoup plus amples et des pentes bien plus douces que les routes.
Or, la Norvège est couverte de montagnes et de glaciers, avec une côte très morcelée et de nombreux fjord. Cette topographie contraint au percement de multiples tunnels ou à l'utilisation de bacs pour la traversée des fjords. Si la circulation routière se fait au moyen de nombreux bacs, cette solution n'est pas souhaitable pour le train, quoique cette solution soit mise en place, par exemple, entre l'Italie continentale et la Sicile sur six kilomètres.
Le climat de la Norvège quant à lui impose d'autres contraintes, que ce soit sur les infrastructures ou sur le matériel roulant.